# Faciens misericordiam
Faciens misericordiam (в превод от латински: „Показвайки милост“) е папска була на римския папа Климент V, издадена на 12 август 1308 г., във връзка със започналото разследване срещу рицарите от Ордена на тамплиерите.
С булата се създават папска комисия за разследване обвиненията срещу тамплиерите, както и отделни епархийски комисии по места, и се нарежда свикването на църковен събор във Виен, на който да бъдат разгледани тези обвинения, които се разпростират вече върху целия орден. В документа се направи важно разграничение, че съдбата на тамплиерите зависи единствено и само от папата и никой друг. Булата постановява предприемане не само на действия срещу тамплиерите във Франция, но свиква и синода на Майнц, който да разгледа същите обвинения.
В булата папата посочва, че е чул за това, че тамплиерите са „изпаднали в отвратитела, нечувана ерес, занимават се с идолопоклонничество и разврат, извършвайки греха на содомията, и вършат и други престъпления“. Папата първоначално не повярвал на тези обвинения, но „накрая, представените от крал Филип, а също така от херцозите, графовете, бароните и други представители на светската власт, от духовенството и народа на Франция отчети и становища са показали, че магистърът, приорите, и самият орден са опетнени от тези и много други престъпления; изначалните предположения са били потвърдени от различни признания и показания, направени пред голям брой прелати и пред инквизитора на Франция, и записани, са се оказали толкова убедителни, че занапред става невъзможно да бъдат отхвърлени“. Твърди се че 72 рицари тамплиери са признали посочените обвинения.
Към булата е приложен и специален въпросник, по който трябва да се провеждат разпитите на тамплиерите.
Орденът на тамплиерите е формално разпуснат с издаването на „Vox in excelso“ на 22 март 1312 г. на събора във Виен. Ликвидацията на ордена приключва окончателно с издаването на булата „Ad providam“ (2 май 1312), по силата на която имуществото на ордена се предава на Ордена на рицарите-хоспиталиери.